# Mecometopus jansoni
Mecometopus jansoni är en skalbaggsart som beskrevs av Bates 1870. Mecometopus jansoni ingår i släktet Mecometopus och familjen långhorningar.
Artens utbredningsområde är:
- Costa Rica.
- Guyana.
- Honduras.
- Nicaragua.
- Panama.

Inga underarter finns listade i Catalogue of Life.